# Livramento de Nossa Senhora
Livramento de Nossa Senhora är en kommun i Brasilien.   Den ligger i delstaten Bahia, i den östra delen av landet, 700 km öster om huvudstaden Brasília. Antalet invånare är 42 705.
Följande samhällen finns i Livramento de Nossa Senhora:
- Livramento do Brumado

Omgivningarna runt Livramento de Nossa Senhora är huvudsakligen savann. Runt Livramento de Nossa Senhora är det glesbefolkat, med 11 invånare per kvadratkilometer.